# Happy Rockefeller

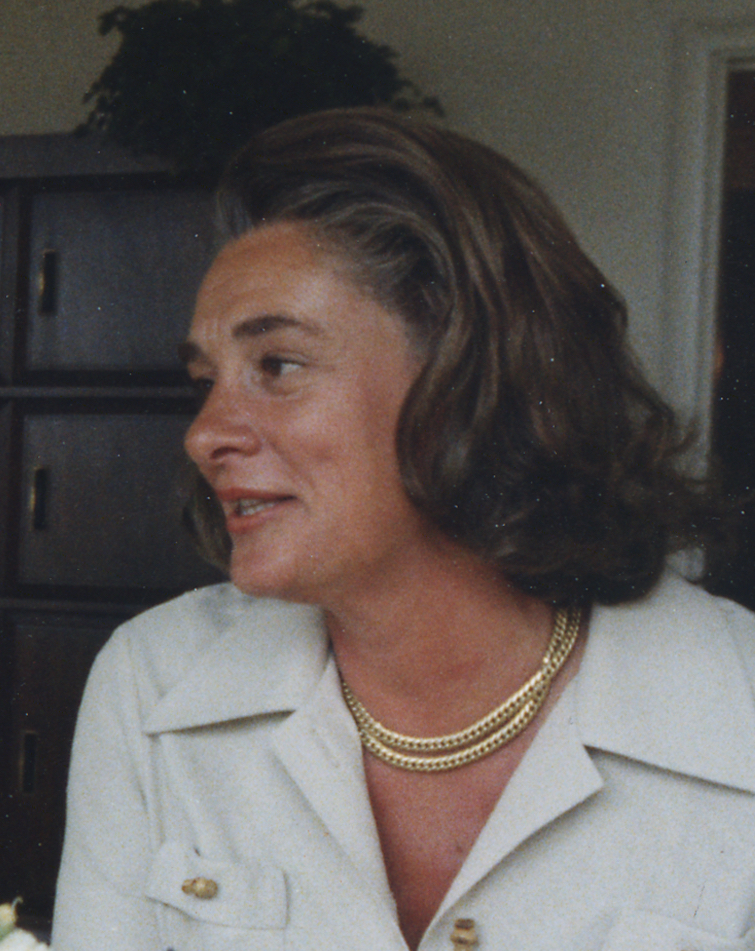
Happy Rockefeller (1973)

Margaretta Large Fitler Murphy „Happy“ Rockefeller (* 9. Juni 1926 in Bryn Mawr, Pennsylvania; † 19. Mai 2015 in Tarrytown, New York) war die Ehefrau Nelson Rockefellers, dem ehemaligen Vizepräsidenten der USA.

## Leben
Bereits als Kind erhielt die Ur-Urenkelin von George Gordon Meade, einem General der Unionsarmee im Bürgerkrieg, aufgrund ihres fröhlichen Wesens den Kosenamen „Happy“. 1945 heiratete sie James Slater Murphy, einen Virologen am Rockefeller Institute. Aus der Ehe gingen ein Sohn und drei Töchter hervor. Im April 1963 wurde die Ehe geschieden.
Drei Monate später heiratete sie den damaligen New Yorker Gouverneur Nelson Rockefeller, der im Jahr zuvor ebenfalls von seiner ersten Frau geschieden worden war. Die beiden Söhne des Paares wurden 1964 und 1967 geboren. Mit der Ernennung ihres Ehemannes zum US-Vizepräsidenten im Dezember 1974 wurde sie zur Second Lady der Vereinigten Staaten, was sie bis zum Januar 1977 blieb. 1968 porträtierte Andy Warhol Happy Rockefeller in seinen Siebdruckverfahren.

## Sonstiges
Sie litt an Brustkrebs, wurde aber 1974 erfolgreich operiert. Zwei Wochen zuvor war Betty Ford ebenfalls erfolgreich wegen Brustkrebs behandelt worden, deren Ehemann, Präsident Gerald Ford, ihren Mann zur selben Zeit als Vizepräsidenten nominiert hatte.
Präsident George Bush ernannte sie 1991 zur UNO-Delegierten.